# Balaji Vishwanath
Der Hindu Balaji Vishwanath (* 1662; † 12. April 1720 in Saswad, Maharashtra) war von 1713 bis kurz vor seinem Tod der erste in einer Reihe von Premierministern (peshwas) der Bhat-Familie im Marathenreich in Mittelindien. Er wird heute von vielen Hindus als „Zweiter Gründer des Marathenreiches“ angesehen.

## Leben

### Familie
Balaji Vishwanath entstammte einer angesehenen und gebildeten Brahmanen-Familie in der Region Konkan. Später heiratete er Radhabai Barve, die ihm zwei Söhne und zwei Töchter gebar.

### Politik
In seiner Jugend verdingte er sich als Söldner in der Marathen-Armee; zuletzt diente er unter dem General Dhanaji Jadhav in Janjira. In den Jahren von 1699 bis 1707 wurde er von diesem als Stadtgouverneur von Pune und Daulatabad eingesetzt. Danach wurde er vom gerade erst eingesetzten Marathen-„König“ (chhatrapati) Shahu I. an dessen Hof berufen und spielte eine nicht unbeachtliche Rolle in den Palastintrigen der frühen Regierungs-Jahre Shahus. Im November 1713 wurde er von diesem zum Peshwa ernannt; knapp ein Jahr zuvor hatte Farrukh Siyar mit Unterstützung der damals mächtigen Sayyid-Brüder den Thron des Mogulreiches bestiegen. Nach der Ernennung eines der Sayyiden, Hussain Ali Khan, zum Vizekönig des Dekkan-Hochlandes kamen sich die Moguln und die Marathen immer häufiger in die Quere. In einem im Juli des Jahres 1718 zwischen Hussain Ali Khan und Balaji Vishwanath geschlossenen Vertrag wurde den Marathen die Erhebung von Abgaben (chauth) auf dem Dekkan und in anderen Provinzen (z. B. Gujarat und Malwa) zugestanden; als Gegenleistung erhielt der Großmogul von den Marathen die Zusage der Anerkennung seiner Machtposition – auch in Form eines Reiterheeres von 15.000 Mann im Fall von kriegerischen Auseinandersetzungen. Dieser Friedensschluss wurde jedoch von Farrukh Siyar nicht anerkannt; stattdessen beschloss er die Ermordung der Sayyid-Brüder. Dieser Plan  kam jedoch den Sayyiden und auch einigen Noblen des Mogulreiches zu Ohren, woraufhin diese ein Marathenheer anforderten, welche im September eintraf. Der Großmogul floh, wurde jedoch kurz darauf gefangen genommen, geblendet und seines Amtes enthoben.
Balaji Vishwanath kehrte triumphal in sein Reich zurück, doch war seine Gesundheit angeschlagen und er starb im April 1720.

## Nachfolge
Balaji Vishwanaths Sohn Bajirao I. wurde von Shahu I. als sein Nachfolger eingesetzt; unter ihm erlebte das Marathenreich eine Blütezeit.